# Хакім Зієш
Хакім Зієш (нід. Hakim Ziyech, араб. حكيم زياش; нар. 19 березня 1993, Дронтен, Нідерланди) — марокканський та нідерландський футболіст, півзахисник англійського «Челсі» і збірної Марокко.

## Клубна кар'єра
Зієш вихованець клубу «Геренвен». У молодіжній команді він був лідером і допоміг здобути перемогу в молодіжній першості. 2 серпня 2012 року в матчі Ліги Європи проти румунського «Рапіда» він дебютував за команду. 12 серпня в поєдинку проти НЕК Хакім дебютував в Ередивізі. 10 серпня 2013 року в матчі проти НАК Бреди Зієш забив свій перший гол за «Геренвен».
У серпні 2014 року Хакім перейшов в «Твенте», підписавши з клубом чотирирічний контракт. 24 серпня в матчі проти НАК Бреди він дебютував за нову команду. 21 вересня в поєдинку проти «Гераклеса» Зієш забив свій перший гол за «Твенте».
30 серпня 2016 року гравець уклав п'ятирічний контракт з амстердамським «Аяксом». Сума трансферу склала 11 мільйонів євро. У матчі проти «Вітесса» він дебютував за амстердамський клуб. 2 жовтня в поєдинку проти «Утрехта» Хакім забив свій перший гол за «Аякс». 20 жовтня в матчі Ліги Європи проти іспанської «Сельти» Зієш забив м'яч.
13 лютого 2020 року «Аякс» повідомив про перехід Зієша в «Челсі» за 40 мільйонів євро.

## Міжнародна кар'єра
У серпні 2013 року Хакім дебютував у складі молодіжної збірної Нідерландів, за яку провів 3 матчі і забив 2 голи.
У 2015 році Зієх вирішив виступати за свою історичну батьківщину — Марокко. 9 жовтня в товариському матчі проти збірної Кот-д'Івуару він дебютував за збірну Марокко. 27 травня 2016 року в поєдинку проти Конго Хакім зробив «дубль», забивши свої перші голи за національну команду.

### Голи за збірну Марокко
| #   | Дата           | Місце                                    | Суперник            | Рахунок | Результат | Турнір                |
| --- | -------------- | ---------------------------------------- | ------------------- | ------- | --------- | --------------------- |
| 01. | 27 травня 2016 | «Гранд Стейд де Танжер», Танжер, Марокко | Конго               | 1:0     | 2:0       | Товариський матч      |
| 02. | 27 травня 2016 | «Гранд Стейд де Танжер», Танжер, Марокко | Конго               | 2:0     | 2:0       | Товариський матч      |
| 03. | 4 вересня 2016 | «Принц Мулла Абдулла», Рабат, Марокко    | Сан-Томе і Принсіпі | 1:0     | 2:0       | кваліфікація КАН-2017 |
| 04. | 11 жовтня 2016 | «Марракеш», Марракеш, Марокко            | Канада              | 2:0     | 4:0       | Товариський матч      |
| 05. | 11 жовтня 2016 | «Марракеш», Марракеш, Марокко            | Канада              | 3:0     | 4:0       | Товариський матч      |

## Титули і досягнення
Аякс
- Чемпіон Нідерландів (1): 2018–19
- Володар Кубка Нідерландів (1): 2018–19
- Володар Суперкубка Нідерландів (1): 2019

Челсі
- Переможець Ліги чемпіонів УЄФА (1): 2020–21
- Переможець Суперкубка УЄФА (1): 2021
- Переможець Клубного чемпіонату світу (1): 2021

Галатасарай 
- Чемпіон Туреччини (1): 2023-24
- Володар Суперкубка Туреччини (1): 2023